# 畠山重保
畠山 重保（はたけやま しげやす、生年不詳 - 元久2年6月22日（1205年7月10日））は、鎌倉時代初期の武将。父は畠山重忠、母は北条時政の娘。通称は六郎。

## 生涯
兄に重秀がいるが、北条氏を母とする重保が嫡男の扱いを受けていたと思われる。皇国地誌は、現在の横浜市戸塚区汲沢町で源氏山と呼ばれる小山付近の小字で六郎丸にある陣屋跡が重保の居館であったという古老の口伝を収録している。
元久2年（1205年）6月22日早朝、北条時政の後妻の娘婿である平賀朝雅との確執から、謀反を企てたという疑いをかけられ、由比ヶ浜に呼び出された所を、時政の意を受けた三浦義村によって討たれた。重保が殺されたことを知らずに鎌倉へ向かっていた父重忠は、北条義時率いる重忠討伐軍に攻められて討死し、平姓畠山氏は滅亡した（畠山重忠の乱）。
重忠旧領と畠山の名跡は、重忠未亡人の北条時政の娘と、足利義兼の庶長子足利義純が婚姻して継承された。なお、義純が婚姻したのは重忠と北条時政の娘との間に生まれた女性（つまり、重保の同母姉妹）との異説もある。
子に時麿（小太郎重行）があったと伝え、目黒氏を称したという。ただし目黒氏の正確な出自は不詳で、重保の子孫ではないとする説もある（『目黒区史』）。また父と同じ名の重忠と言う子がいたとも言われている（浄法寺氏の祖）重保の孫である重長は同族の武蔵江戸氏の養子となり、七代目当主となった。

## 墓塔

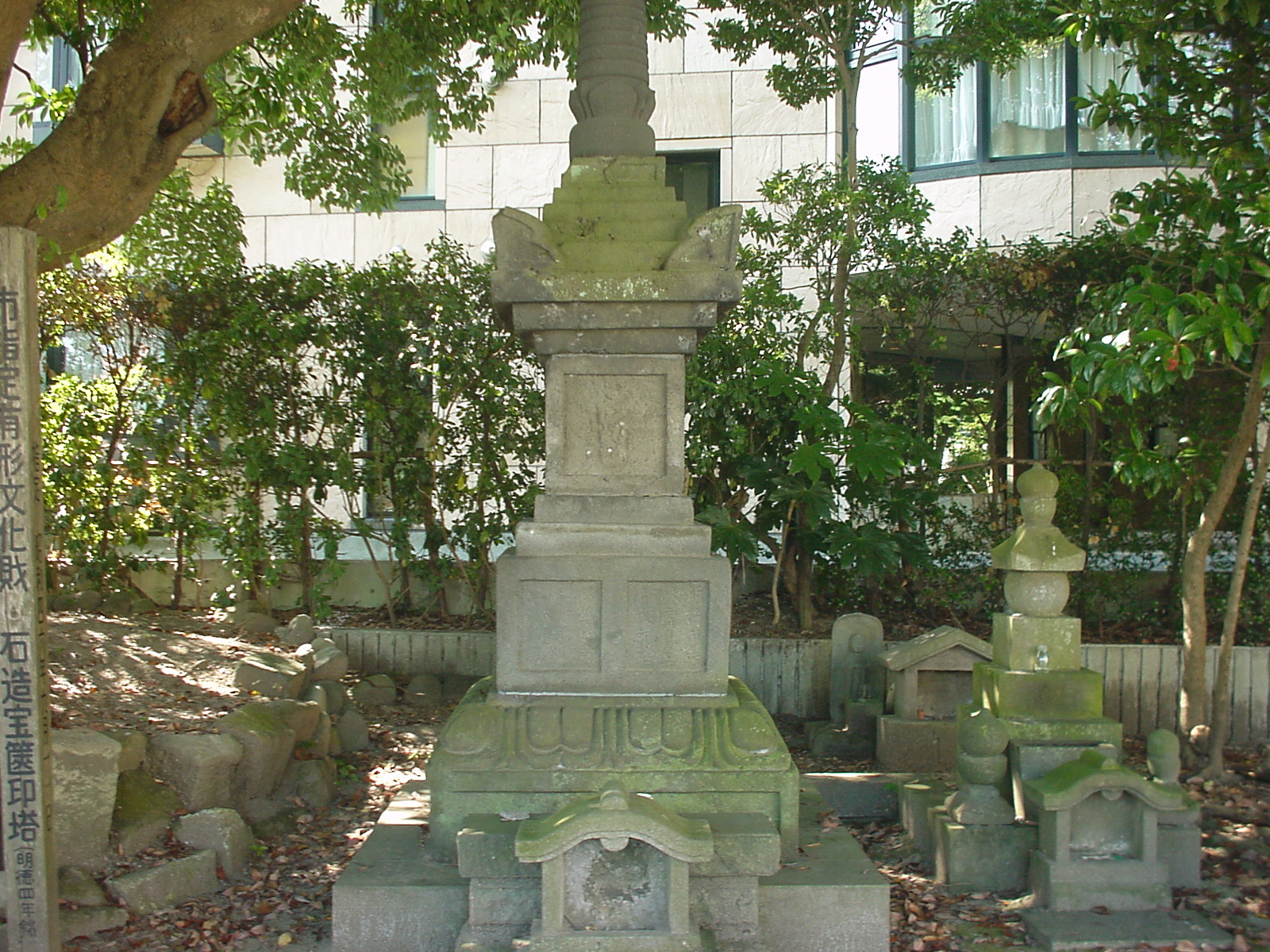
由比ガ浜の畠山重保邸跡に残る重保の墓

鎌倉市由比ガ浜2丁目1089番に所在する明徳4年（1393年）銘宝篋印塔（鎌倉市指定有形文化財）が重保の墓塔と伝わる。
また、横浜市金沢区釜利谷南1-5の禅林寺の境外墓地にある五輪塔にも、重保がこの地に逃れて自刃したという伝承があり、「伝畠山重保墓」として横浜市登録地域文化財に登録されている。
富山県細入村楡原に畠山庄司重忠の古墳、畠山六郎重保の墓があると「越中旧事記」「三州志」にある。五輪塔が残っており、毎年７月２２日に五色の旗を立て菩提を弔っている。

## 関連作品
テレビドラマ
- 『草燃える』（1979年、NHK大河ドラマ、演：神有介）
- 『鎌倉殿の13人』（2022年、NHK大河ドラマ、演：杉田雷麟）

## 脚注

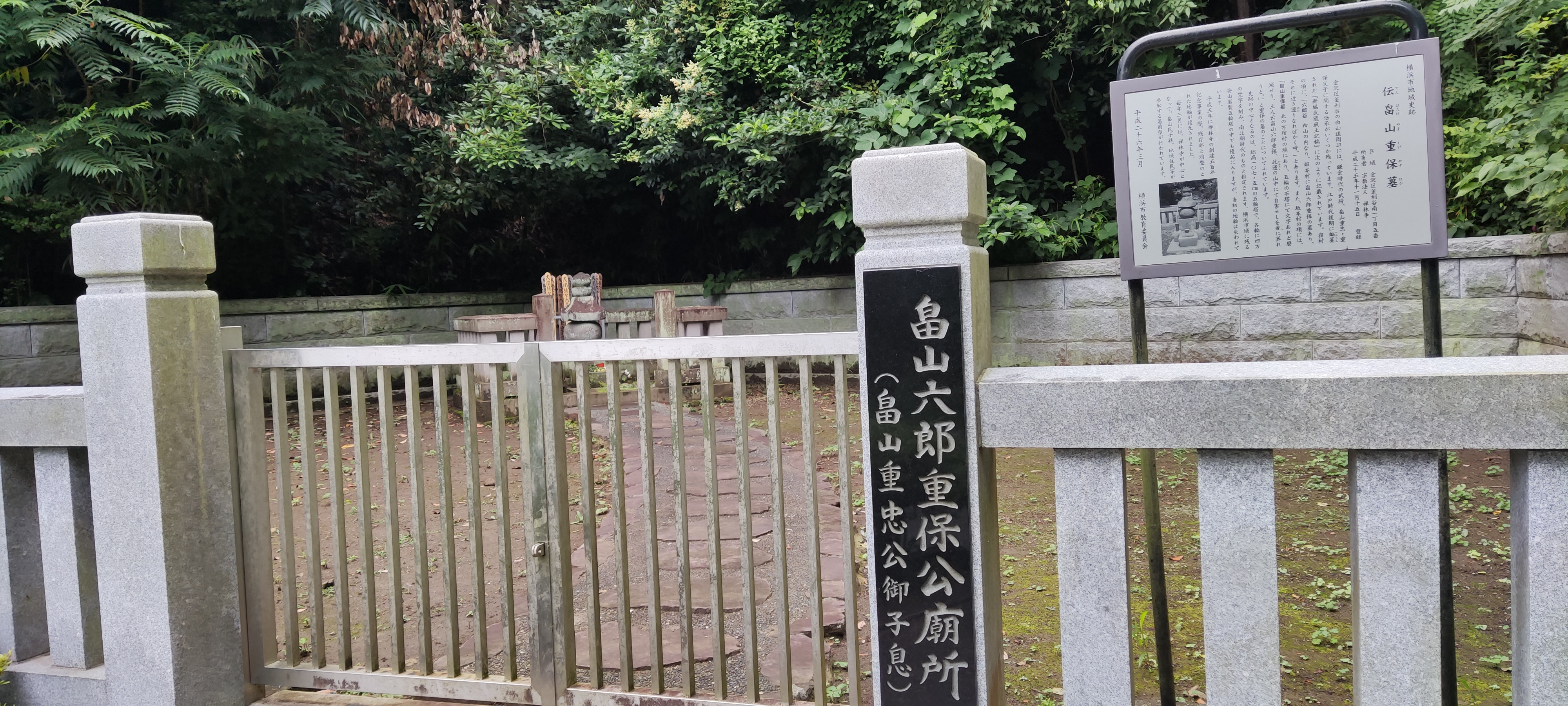
畠山六郎重保公廟所（金沢区）（神奈川県横浜市金沢区大川7‐4）

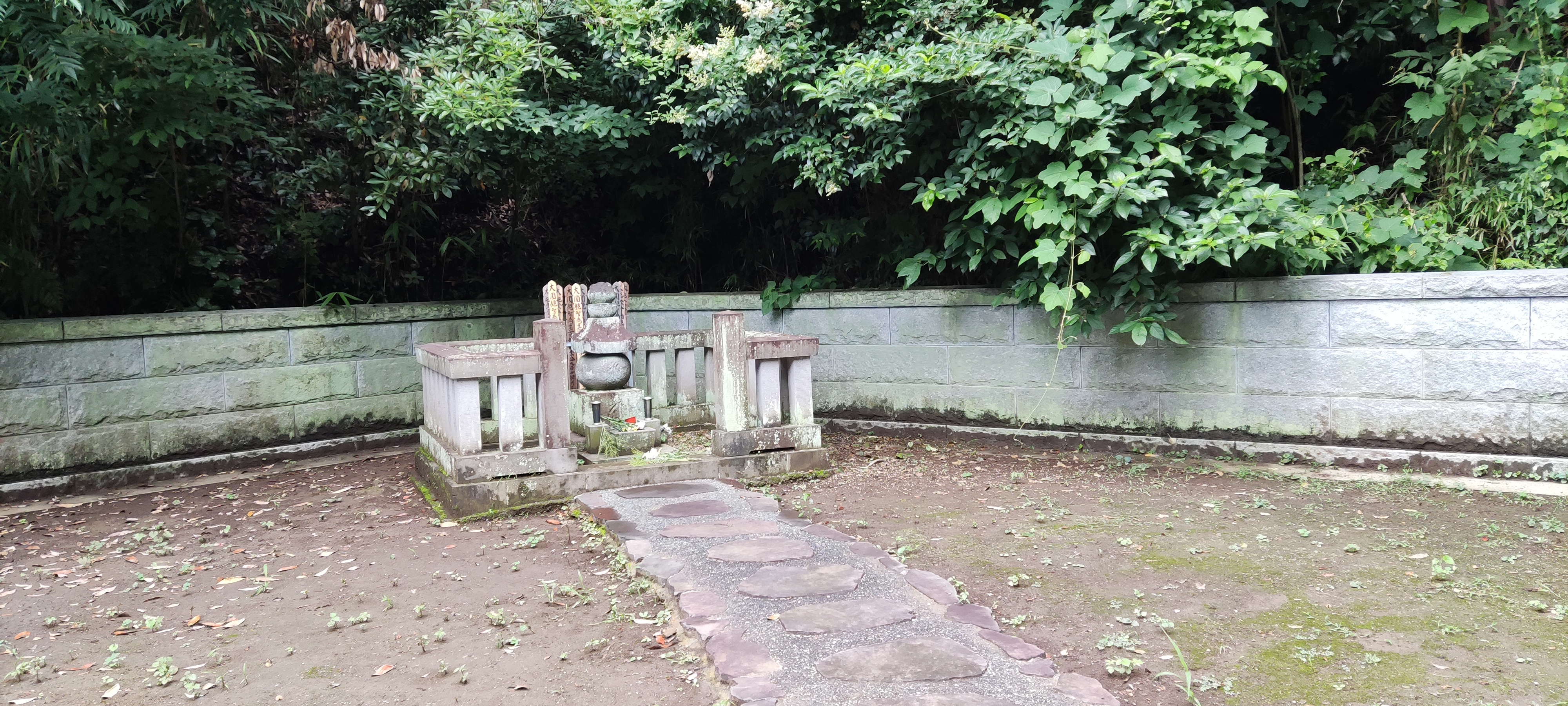
伝畠山重保墓（金沢区）（柵からズーム、所有者禅林寺）